# Rechtskraft (Österreich)
In der österreichischen Rechtssprache bezeichnet der Begriff Rechtskraft die Endgültigkeit von gerichtlichen Urteilen, Gerichtsbeschlüssen und Erkenntnissen sowie das Eintreten der Unanfechtbarkeit von verwaltungsbehördlichen Entscheidungen, das sind vor allem Bescheide und Bewilligungen, aber auch Straferkenntnisse oder Strafverfügungen.
Eingeschlossen in die Rechtskraft sind auch die Voraussetzungen, unter denen diese Rechtswirkungen eintreten (etwa Fristsetzungen). Rechtskraft tritt ein, wenn kein  ordentliches Rechtsmittel mehr zulässig ist (häufiger Fall: die Rechtsmittelfrist verstreicht ungenützt). Rechtskräftige Entscheidungen der Gerichte und Verwaltungsbehörden können – in der Regel auf Wunsch einer Verfahrenspartei – mit einem Rechtskraftstempel versehen werden, der als Nachweis der Rechtskraft gilt.
Im Unterschied etwa zum Begriff im deutschen Recht umfasst der Sachverhalt in Österreich nicht nur judikative, sondern auch administrative Maßnahmen. Daher sind verwaltungsbehördliche Bescheide oder Straferkenntnisse bzw. -verfügungen in Österreich Rechtsakte, und Verwaltungsbehörden ab der zweiten Rechtsstufe Rechtsinstanzen im Sinn des Begriffs in Deutschland.